# گوستاوو دتزوتی
گوستاوو دتزوتی (ایتالیایی: Gustavo Dezotti؛ زادهٔ ۱۴ فوریهٔ ۱۹۶۴) بازیکن فوتبال اهل آرژانتین بود.
از باشگاه‌هایی که در آن بازی کرده‌است می‌توان به باشگاه ورزشی لاتزیو، باشگاه ورزشی دفنسور، باشگاه فوتبال اطلس، باشگاه فوتبال نیولز اولد بویز، باشگاه فوتبال کرمونزه، و باشگاه فوتبال لئون اشاره کرد.
وی همچنین در تیم‌های ملی فوتبال زیر ۲۰ سال آرژانتین و آرژانتین بازی کرده‌است.